# Лесовосстановление

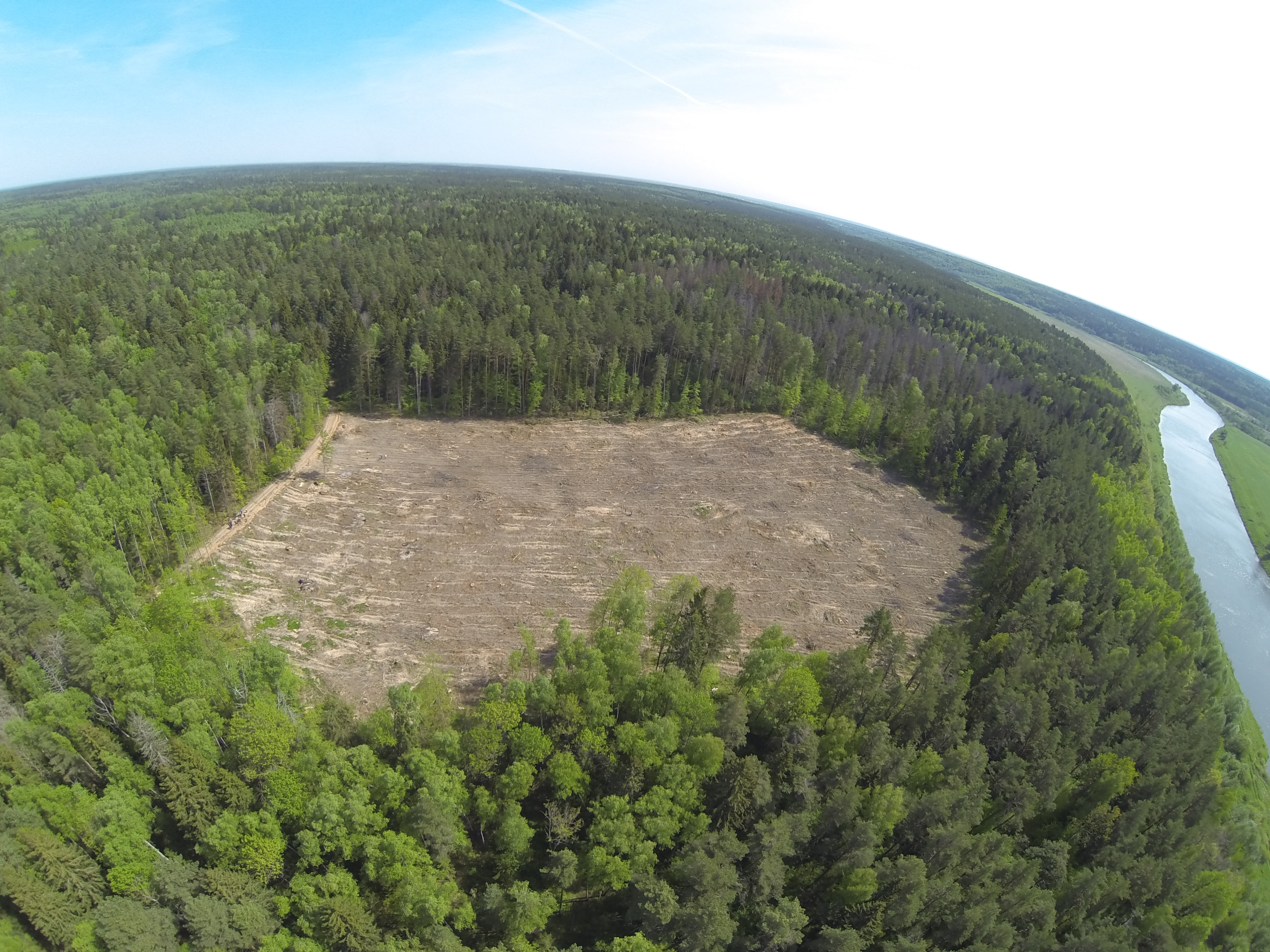
Участок леса, пострадавший от короеда, в Национальном парке «Угра».

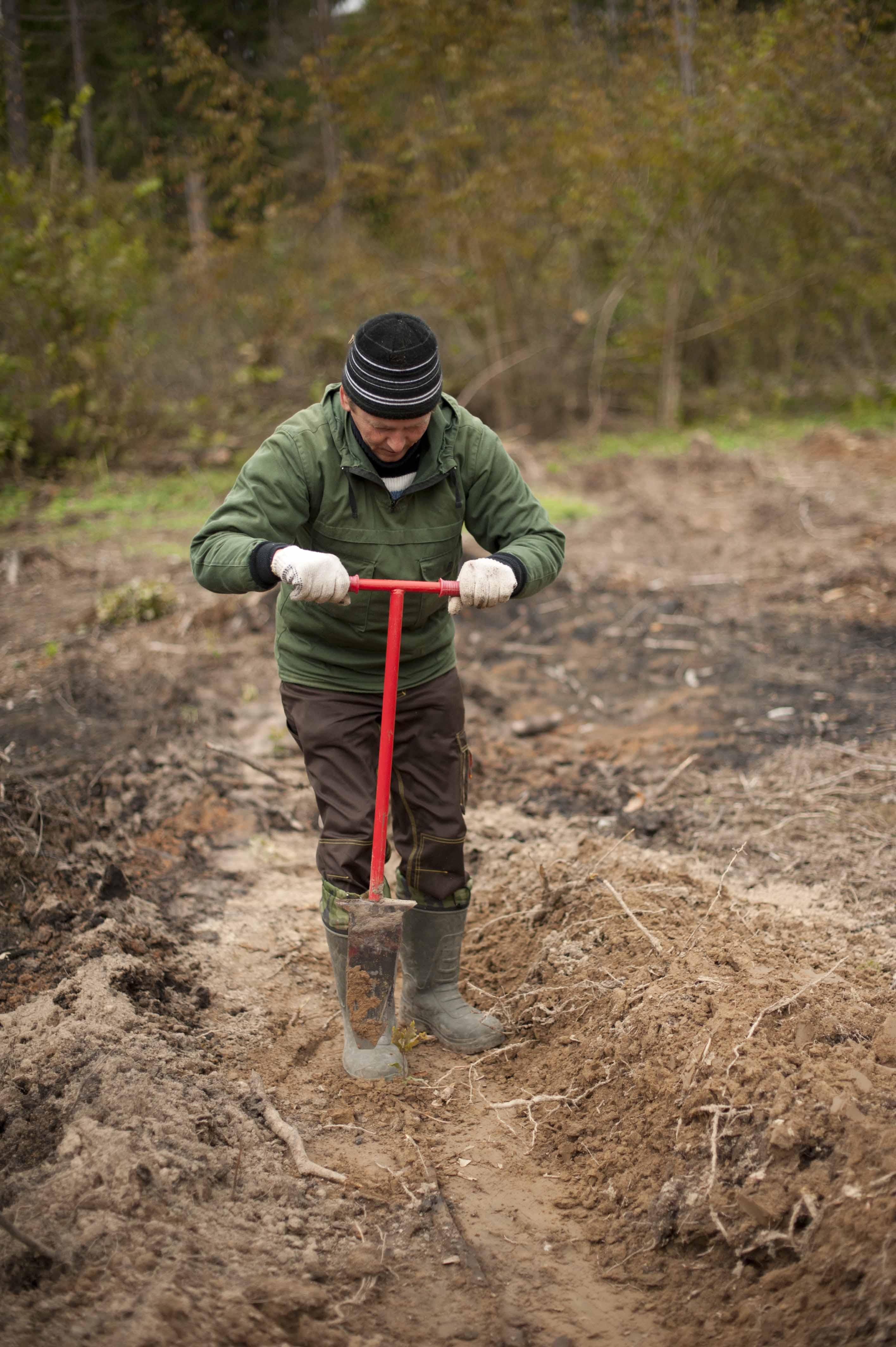
Посадка лесных культур с использованием меча Колесова

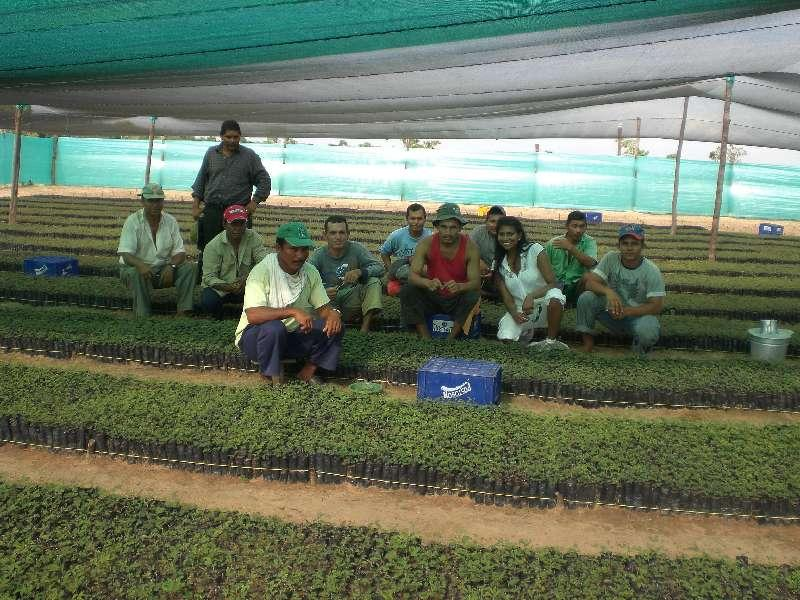
Саженцы тропических деревьев в специальном питомнике. Колумбия

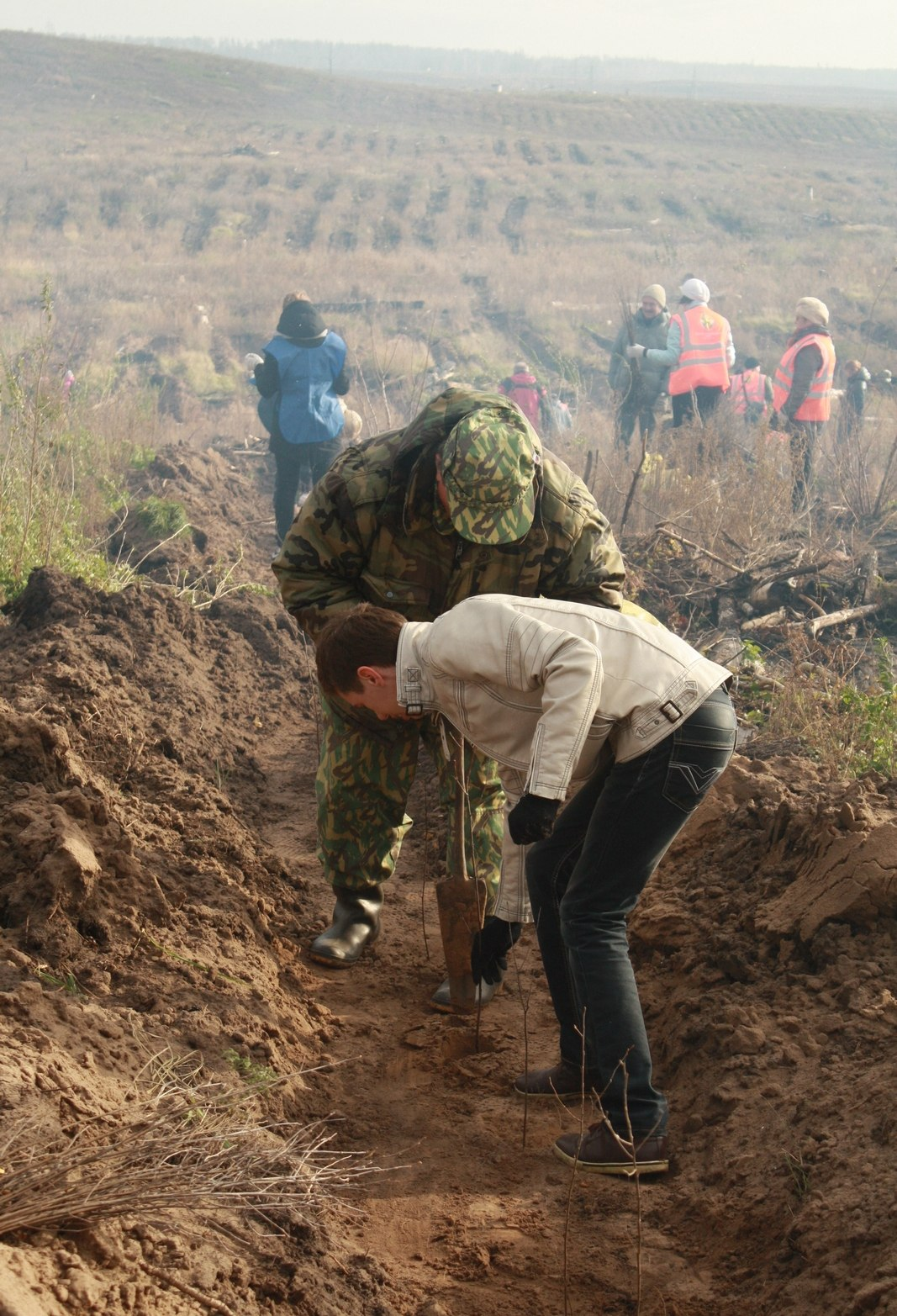
Посадка леса в Тольятти

Лесовосстановле́ние — выращивание лесов на территориях, подвергшихся вырубкам, пожарам и т. д. Лесовосстановление применяется для создания новых лесов или улучшения состава древесных пород в уже существующих.
Изучается в лесоведении.
Существует два разных способа лесовосстановительных работ — искусственный (посадка или посев леса) и естественный без вмешательства человека и с помощью человека - содействие естественному возобновлению (создание условий для быстрого заселения ценными древесными породами). Содействие естественному возобновлению проводится на тех площадях, где восстановление хозяйственно ценных пород можно обеспечить путём сохранения подроста или минерализации почвы. Но основным способом лесовосстановления считается посадка лесных культур, которая выполняется вручную с использованием меча Колесова.

## Лесовосстановление в разных странах мира
Во многих частях мира, особенно в странах Восточной Азии, лесовосстановление увеличивает площади лесных земель. Количество лесов увеличилось в 22 странах из 50 наиболее богатых лесом стран мира. Азия в целом получила 1 миллион гектаров леса в период с 2000 по 2005 годы. Тропические леса в Сальвадоре расширены более чем на 20 процентов в период между 1992 и 2001 годами. Исходя из этих тенденций, один из исследовательских проектов утверждает, что к 2050 году глобальное количество лесов на планете увеличится на 10 %, что составляет огромную территорию размером с Индию.

### Китай
Правительство КНР утверждает, что по крайней мере, 1 миллиард деревьев высаживалось в Китае ежегодно, начиная с 1982 года. Сегодня этого уже не требуется, тем не менее 12 марта каждый год отмечается в Китае как «Праздник посадки леса». Кроме того, в 1978 году был принят проект «Зелёной стены Китая», который направлен на прекращение расширения пустыни Гоби, путём высадки деревьев. В целом, начиная с 1970-х годов, в Китае площадь лесов была увеличена на 47 млн га, и общее количество деревьев составило около 35 млрд. Если в 1981 лесами было покрыто 12 % территории Китая, то в 2008 эта цифра составила уже 20,4 %, а к 2020 планировалось довести площадь лесов до 24,5 %.

### Индонезия
На острове Ява в Индонезии в 2009 году каждая пара молодожёнов обязана посадить 10 деревьев, в то время как каждая пара, подающая на развод, должна посадить 50 деревьев. Это делается в целях борьбы с обезлесением острова.

### Лесовосстановление в России и СССР
В 1853 году Карл Тюрмер принимает предложение графа С. Уварова переехать в Россию, где позже возглавляет лесное хозяйство, создав искусственные леса на территории около 3000 гектаров. В 1862 году Тюрмер принимает предложение В. С. Храповицкого и соглашается занять должность управляющего лесным хозяйством в имении «Муромцево». Всего в течение 16 лет им были посажены леса на площади 6052 гектар, состоящие из высокопродуктивных культур смешанных по составу хвойных пород.
В 1948 году в СССР по инициативе И. В. Сталина был принят так называемый «Сталинский план преобразования природы», согласно которому началось грандиозное наступление на засуху путём, наряду с другими мероприятиями, посадки лесозащитных насаждений (например, Государственная защитная лесополоса Белая Калитва (Каменск-Шахтинский) — Пенза). В течение 15 лет (1950—1965 гг.) намечалось заложить леса на площади, превышающей 4 млн га. Впервые в истории создавались крупные государственные полезащитные полосы, общая протяжённость которых превышала 5 300 км.
Реально было посажено 2 280 тысяч га защитных растений. Эффект воздействия только посадки лесных полос на урожайность охраняемых ими полей достигал следующих размеров: по зерновым культурам урожайность увеличивалась на 25—30 %, по овощным — на 50—75 % и по травам — на 100—200 %. Большую практическую отдачу имели и другие составляющие плана преобразования природы.
Однако после смерти Сталина выполнение плана было свёрнуто. Тем не менее, даже того, что удалось осуществить, хватило СССР вплоть до 1970-х годов, были замедлены процессы эрозии почвы, приостановлено выведение её из полезного хозяйственного оборота.
25 марта 2019 года новый общественный совет при Минприроды России, образованный на основании приказа этого министерства от 5 марта 2019 года № 135, пока даже официально не опубликованного; был рассмотрен вопрос о лесовосстановлении в РФ. Основным докладчиком по этому вопросу от министерства выступил замминистра и руководитель Рослесхоза Иван Валентик. Согласно его данным, в 2018 году лесовосстановление было проведено на площади 954,6 тыс. га, в том числе созданием лесных культур — 188 тыс. га. Согласно нацпроекту «Экология», к 2024 году планируется обеспечить баланс между уничтожением и восстановлением лесов в 100 %. 13 мая того же года российское правительство утвердило правила восстановления лесов для компенсации их вырубки, требующие проведение лесовосстановления в соответствии с Лесным кодексом согласно проектам лесовосстановления или лесоразведения на землях, предназначенных для искусственного или комбинированного лесовосстановления и лесоразведения. Информацию о участках, на которых будет проводиться лесовосстановление, должны будут размещать региональные власти на своих сайтах. Реализация положений постановления послужит достижению цели сохранения лесов и созданию благоприятной окружающей среды, при этом не будет препятствовать строительству объектов промышленности и развитию экономики, считают в минприроды.
Однако на практике нередки случаи, когда лесовосстановление производится без соответствующего ухода (удаление трав-сорняков, удаление поросли нежелательных деревьев и кустарников, мешающих развитию целевых деревьев до достижения ими примерно десятилетнего возраста; разреживание плотности леса и удаление нежелательных деревьев, дабы лес мог расти здоровым и крепким) в течение двадцати лет, и в результате, ценные породы деревьев, чаще всего применяемые для лесовосстановления: сосна, ель и дуб, погибают, а их место занимают т. н. «пионерные деревья», которые биологически приспособлены к зарастанию необходимых площадей и естественному лесовосстановлению: берёзы, ивы, осины и другие. Таким образом, чтобы лесовосстановление, проводимое на площади около 950 тысяч гектаров в год (примерно столько восстанавливалось в предыдущие годы), было эффективным, площади ухода за молодняком должны были составлять около 1,9 млн га. в год, но, например, в 2017 году, по данным ЕМИСС, она составила около 270 тыс. га. — в 7 раз меньше требуемой площади. Таким образом, нацпроект «Экология» не предусматривает существенных изменений, а при примерно 85 % лесовосстановление, проведённое даже самым качественным образом, может оказаться малорезультативным или даже безрезультатным.
В подавляющем большинстве случаев, особенно в таёжной зоне, реальный уход за всей площадью, на которой проводится лесовосстановление, подменяется так называемым «коридорным» уходом — расчисткой от нежелательной растительности узких полос, примыкающих к рядам высаженных ценных деревьев (или, иногда, просто полос, если никаких рядов нет). Однако коридорный уход — временная практика, так как, как было указано выше, кроны быстрорастущих «пионерные» деревьев довольно быстро смыкаются над прочищенными коридорами. Усугубляет ситуацию довольно частое проведение работ с низким качеством, за исключением некоторых некрупных регионы малолесной зоны, которые смогли сохранить какие-то остатки лесного хозяйства после введения в действие Лесного кодекса РФ 2006 года и отдельных лесопользователей. В масштабах всей страны эти результаты малозаметны.
В 2023 году было восстановлено 56 тыс. гектаров леса — это максимальный показатель в истории России. По словам премьер-министра Михаила Мишустина, усовершенствованная законодательная база увеличила возможности по лесовосстановлению. Работы по компенсации вырубок можно проводить не только на землях лесного фонда, а высадку деревьев возможно осуществлять в регионах, где не велась вырубка. Благодаря этому с 2019 года удалось создать обязательства по лесовосстановлению на 292 000 гектаров. 
Согласно информации издания «Ведомости», опубликованной в 2024 году, в России три года подряд леса восстанавливается больше чем погибает. В 2024 году лесовосстановление достигло 112%. За пять лет федпроекта «Сохранение лесов» площадь восстановленных лесов составила 6,3 млн га. Всего с 2001 по 2023 год площадь лесов в стране достигла 795,4 млн га, увеличившись на 73,4 млн га. По темпам лесовосстановления Россия вышла на третье место, уступая только Китаю и США.

## Основные проблемы лесовосстановления
Большой вред лесовосстановлению наносят крупные млекопитающие (особенно лоси), которые питаются побегами молодых древесных растений, обгладывая кору и ломая вершинные побеги. Большой вред приносит также плохо организованный выпас скота, особенно в лесах горных районов. Так, нерегулируемый выпас скота много раз приводил к исчезновению леса на обширных площадях, развитию эрозии горных склонов, ухудшению водного режима рек и многим другим неприятным явлениям.
Кроме того, очень вредят молодому подросту козы и овцы, поэтому доступ их в лес должен быть сильно ограничен.